# Іран де Сантана Алвес
Іран де Сантана Алвес (Quijingue, 7 листопада 2001), більш відомий як Лува де Педрейро — бразильський цифровий інфлюенсер і ютубер, який у 2022 році побив рекорди залучення до віртуального контенту, спрямованого на розвиток футболу в Америці і став бразильським спортивним інфлюенсером з найбільшою кількістю підписників в Instagram, будучи єдиним бразильцем, за яким стежить офіційний обліковий запис соціальної мережі.
Він досяг успіху в Бразилії та за кордоном, публікуючи аматорські футбольні відео у своїх соціальних мережах, де він демонструє свої навички у спорті; згадуючи відомі команди та гравців, святкував свої голи, використовуючи крилаті фрази на кшталт «Receba!» («Отримай!») і «Obrigado, meu Deus»(«Спасибі, мій Боже»), які одразу почали відтворювати кілька користувачів Інтернету та світові знаменитості з футболу та інших видів спорту.
Його прізвисько походить від гри у футбол у будівельних рукавичках, відтворюючи рукавички для холодної погоди, які використовують європейські гравці.

## Біографія
Народився в селі Табуа, в Кіджінге, місті з менш ніж 30 тисячами жителів, у внутрішній частині Баїї. Маючи скромне походження, у дитинстві він грав м'ячами з тканини, зробленими його матір'ю, або кокосовими горіхами, які він знайшов на задньому дворі, де почав грати у футбол і закохався в цей вид спорту, ставши фанатом Васко да Гама, завдяки родині. Попри бажання стати професійним гравцем, він покинув свою мрію, щоб допомогти своєму батькові працювати на фермі, коли він був хлопчиком. Через побутові ситуації він міг відвідувати школу до восьмого класу початкової школи.
У 2021 році, у віці 20 років, він почав записувати власні відео, оскільки хотів дивитися на себе через мобільний телефон. Пізніше за допомогою друзів і сусідів почав частіше знімати відео. Того ж року його відео стали успішними в Інтернеті, а вже на початку наступного року їх почали визнавати на національному та міжнародному рівнях. Іран почав поєднувати свою рутинну роботу в полі з виробництвом віртуального контенту, щоб забезпечити джерело доходу для своєї сім'ї.
У 2022 році під час участі в програмі Encontro com Fatima Bernardes заявив про свій намір стати футбольним тренером у наступні роки.
У вересні 2023 року Іран оголосив, що стане батьком, звернувши увагу на ім'я свого майбутнього сина, якого, за словами інфлюенсера, назвуть «Кріштіану Роналду-молодший». Пізніше в інтерв'ю подкасту Podpah він пояснив, що повне ім'я дитини буде «Кріштіану Роналду да Гама Лауріно Сантана», змішуючи імена однойменного гравця та команди Васко да Гама.

## Успіх в Інтернеті
25 березня 2021 року Іран, опублікував своє перше відео на TikTok, де він використовував «рукавички муляра». Його контент здобув великий успіх на платформі, досягнувши 30 мільйонів переглядів за ніч. З визнанням, отриманим у мережі, його також почали публікувати в Instagram.
Його відео швидко стали вірусними в Бразилії та за кордоном, ними поділилися такі клуби, як «Барселона» та «Баварія», а також отримали коментарі та похвалу від кількох світових гравців та спортивних установ, таких як УЄФА. Його крилаті фрази незабаром почали вимовляти та згадувати футбольні знаменитості та звичайні люди по всьому світу.
У 2022 році, після менш ніж року роботи в Інтернеті, він охопив мільйони підписників у головних сучасних соціальних мережах, отримав свої перші нагороди YouTube і став бразильським спортивним інфлюенсером із найбільшою кількістю підписників в Instagram. Отримав триб'ют від платформи в березні того ж року, в якому розповідалося трохи про його кар'єру. Соціальна мережа поділилася одним з його відео та почала стежити за ним, таким чином зробивши його єдиним бразильцем, за яким стежить офіційний обліковий запис Instagram в соціальній мережі.
Ще в першому кварталі 2022 року він набув популярності в національній та міжнародній пресі. Його почали запрошувати для участі у телевізійних, соціальних і спортивних програмах, де він познайомився та кинув виклик деяким з його кумирів у футболі, таким як Неймар.
Його популярність в Інтернеті також принесла йому запрошення від CBF на перегляд відбіркового матчу Чемпіонату світу між Бразилією та Чилі на Маракані та від Васко відвідати стадіон São Januário, де його прийняли Роберто Динаміте та делегація команди. Він також брав участь у першому епізоді подкасту клубу Cruzmaltino «Fala, Vascão». За один тиждень дії, які були запропоновані під час зустрічі між Лува де Педрейро та Васко, дозволили встановити новий рекорд залучення до контенту, опублікованого бразильськими командами на TikTok.
Лува також отримав офіційне запрошення від Íbis Sport Club, відомого як найгірша команда у світі, зіграти матч проти Sport Recife в останньому турі групового етапу Чемпіонату Пернамбукано. Однак він не був обраний для участі в матчі, який закінчився з рахунком 4-0 на користь Sport.

## Кар'єра
У березні 2022 року Іран опинився під керівництвом Аллана де Хесуса, а в першій половині квітня того ж року було оголошено про підписання першого рекламного контракту на участь у новій рекламній кампанії Prime Video, на додаток до участі в серії дій, пов'язаних з платформою і всесвітом спорту. В тому ж місяці знімався в рекламних роликах, транслювався на телеканалах, які розкрили трансляції Кубка Бразилії на стрімінговому сервісі Amazon. Також у квітні 2022 року було оголошено про запуск свого ексклюзивного бренду одягу. Наступного місяця Іран вступив у партнерство з UFC і опублікував у своїх мережах відео, що належить проекту «Colabs with the Glove Mason», де він взаємодіяв з бійцем і чемпіоном у легкій вазі Чарльзом Бронксом, ставши першим бразильським творцем контенту, який встановив партнерство зі змаганням.
19 червня 2022 року Іран вийшов у прямий ефір у своєму Instagram, і роздратований вимогами, оголосив про призупинення  створення відео. Шанувальники припустили, що Іран був незадоволений його консультативною командою та бізнесменом Алланом де Хесусом. Через кілька днів він знову почав публікувати відео, але всі згадки про бізнесмена Аллана були видалені. Кілька годин потому агентство ASJ Consultoria повідомило, що воно отримало цю новину через пресу та не було поінформовано про жодну спробу розірвання договору між сторонами та послалося на ризик порушення контракту. Бізнесмен заявив, що у нього контракт з Іраном до 2026 року. За словами оглядача Лео Діаса, Іран матиме нових підприємців, а їх банківський рахунок матиме лише 7 500 реалів. Аллан відкинув звинувачення і заявив, що Іран має отримати 2 мільйонів реалів. Суддя Марія Крістіна де Бріто Ліма з Ріо-де-Жанейро запобігла поширенню інформації про суперечки між Іраном та її колишнім менеджером у Фантастіко, на телеканалі TV Globo та на телеканалі RecordTV. Судова заборона забороняє мовникам розкривати конфіденційну інформацію з договору між ними або робити будь-які прояви, які нібито розпалюють ненависть до Аллана.
28 червня 2022 року Іран підписав контракт із колишнім футзалістом Фалькао. За допомогою нових бізнесменів 1 липня 2022 року Іран переїхав до нової нерухомості на південному узбережжі Пернамбуку.
13 вересня 2022 року Іран видалив усі відео зі своїх соціальних мереж. Незабаром після цього він опублікував нове відео у своєму акаунті в Instagram, оголосивши, що остаточно завершить свою кар'єру інфлюенсера після виконання своїх рекламних контрактів, оскільки хоче повернутися до звичайного життя. У той час прес-секретар Ірану сказав пресі, що перевтома в поєднанні з проблемою зі здоров'ям були факторами, які призвели до впливу прийняти своє рішення.
У 2023 році Іран був найнятий футбольною командою Grêmio. Приєднавшись до Триколору, він незабаром спровокував суперництво між Grêmio та Internacional. У відео, розміщеному в Instagram, на запитання, чи його шукає «Колорадо», Феррейра відповідає, що він «грає тільки у великій команді».   

## Нагороди та номінації
| Рік  | Нагорода                     | Категорія             | Результат | Пос.          |
| ---- | ---------------------------- | --------------------- | --------- | ------------- |
| 2022 | CCXP Awards                  | Найкращий канал       | Номінація | [ 69 ]        |
| 2022 | MTV Millennial Awards Brasil | З Бразилії!           | Номінація | [ 70 ]        |
| 2022 | MTV Millennial Awards Brasil | Футбольний клуб МІАВ  | Номінація | [ 70 ]        |
| 2022 | MTV Millennial Awards Brasil | ТікТок                | Номінація | [ 71 ]        |
| 2022 | Prêmio iBest                 | Особистість року      | Номінація | [ 72 ]        |
| 2022 | Prêmio iBest                 | Тіктокер року         | Виграно   | [ 73 ] [ 74 ] |
| 2022 | People's Choice Awards       | Вплив року в Бразилії | Номінація | [ 75 ]        |